# Stadion Zagłębia Lubin (1985)
El Stadion Zagłębia Lubin era un estadio de fútbol ubicado en la ciudad de Lubin en Polonia.

## Historia
Fue inaugurado el 22 de julio de 1985 con el nombre Estadio del 40° Aniversario del Regreso de las Tierras del Oeste y del Norte a la Patria como la sede del club Zagłębie Lubin y su capacidad era de 32 430, teniendo como récord de asistencia 51110 espectadores el 23 de agosto de 1989 en un partido entre Polonia y Unión Soviética que terminó 1-1.
Se jugaron partidos de la Supercopa de Polonia dos veces, el 2 de agosto de 1992 (Lech Poznań - Miedź Legnica 4:2 ) y el 22 de julio de 2007 (Zagłębie Lubin - GKS Bełchatów 1:0). Sin embargo, en 2007 se inició la demolición de las instalaciones para la construcción de un nuevo campo de fútbol. El último partido en las antiguas instalaciones tuvo lugar el 10 de mayo de 2008, luego el equipo Zagłębie Lubin se trasladó temporalmente al Estadio Municipal de Polkowice para regresar al nuevo estadio, que en aquel momento estaba parcialmente en funcionamiento en marzo de 2009.

## Selección nacional
Polonia utilizó el estadio en dos ocasiones, ambos partidos amistosos:
| Fecha                | Local   | Visita               | Resultado |
| -------------------- | ------- | -------------------- | --------- |
| 19 de agosto de 1987 | Polonia | Alemania Democrática | 2-0       |
| 23 de agosto de 1989 | Polonia | Unión Soviética      | 1-1       |